# Caspar Frederik Harsdorff
Caspar Frederik Harsdorff, född den 26 maj 1735 i Köpenhamn, död den 24 maj 1799, var en dansk arkitekt.
Harsdorff blev 1754 elev vid den kungliga danska konstakademien, som grundades samma år, och erhöll 1756 dess stora guldmedalj. Därefter erhöll han akademiens resestipendium och reste 1757 till Paris och därifrån 1762 till Rom. Hans studier av den klassiska konsten fick ett avgörande inflytande på hans konstnärsindividualitet. År 1764 återvände han till Köpenhamn samt blev medlem av konstakademien (1765) och professor (1766). 
Bland hans arbeten finns ritningar till Fredrik V:s gravkapell vid Roskilde domkyrka, vilket färdigställdes av hans lärjungar Christian Frederik Hansen och Peter Meyn, och kolonnaderna mellan palatsen på Amalienborg (ritning 1794). Harsdorff erhöll i övrigt mest mindre uppdrag från kungahuset, som Herkuleslusthuset i Rosenborg have. Men hans ritningar och ett antal privatbyggnader visar hans talang, som den stora Erichsenska gården vid Kongens Nytorv och Peschiers hus, vid Holmens Kanal.